# Evangelische Stadtkirche (St. Wendel)

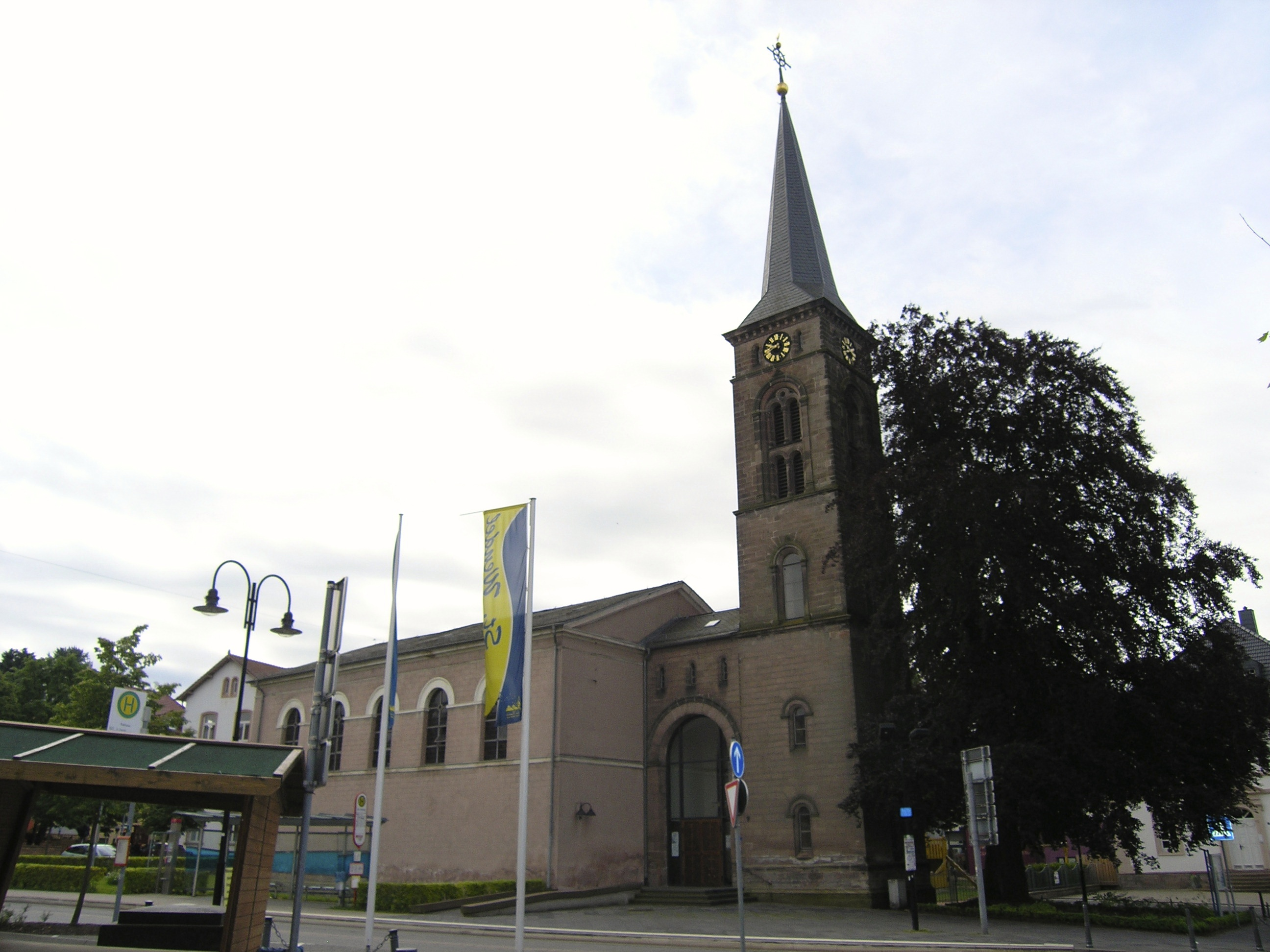
Die evangelische Stadtkirche in St. Wendel

Die Evangelische Stadtkirche ist die Pfarrkirche der Evangelischen Kirchengemeinde der saarländischen Kreisstadt St. Wendel. Die Kirchengemeinde ist dem Kirchenkreis Saar-Ost der Evangelischen Kirche im Rheinland zugeordnet. In der Denkmalliste des Saarlandes ist die Kirche als Einzeldenkmal aufgeführt.

## Geschichte
Finanziert durch ein „Gnadengeschenk“ des preußischen Königs Friedrich Wilhelm IV. konnte im August 1843 mit dem Bau der Kirche begonnen werden, die nach gut zweijähriger Bauzeit am 31. Oktober 1845 feierlich eingeweiht wurde. Aufgrund von eindringender Feuchtigkeit und einer schlechten Fundamentierung des Turmes musste die Kirche 1863/64 umfangreichen Renovierungsmaßnahmen unterzogen werden.
Nach Plänen des Architekten Mathias Mußweiler, der die Renovierungsarbeiten leitete, wurde ein neuer Turm errichtet.
Ihr heutiges Aussehen erhielt die Kirche in den 1950er Jahren, indem das bis dahin noch offene Eingangsportal zwischen Kirchenschiff und Turm geschlossen wurde. 1987/88 wurde die Kirche zum bisher letzten Mal renoviert.

## Ausstattung

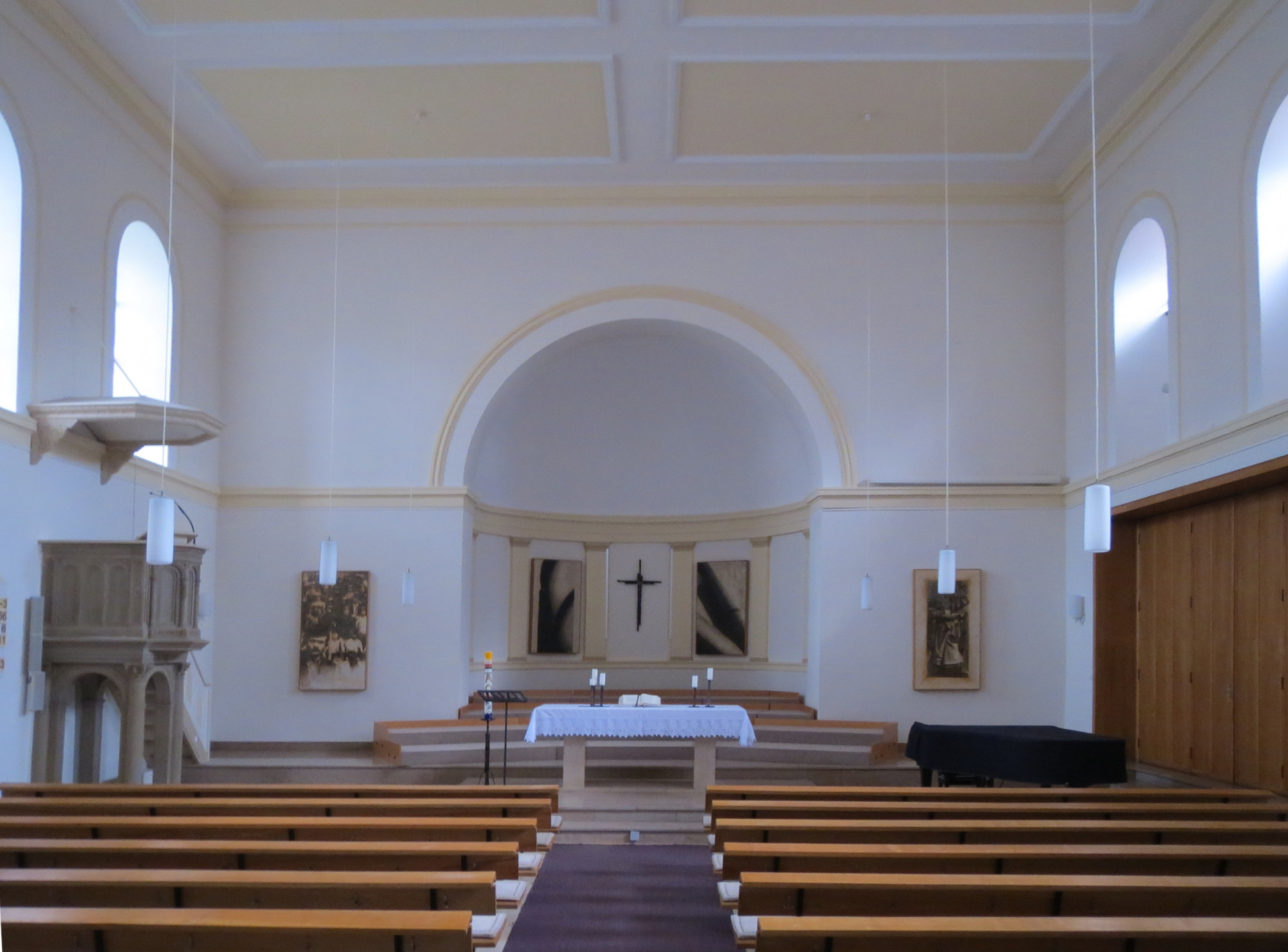
Blick ins Innere der Kirche

Zur Ausstattung der Kirche gehört ein Keramikkreuz der Künstlerin Elfi Pazen (Tholey), das 1993 im Chorraum angebracht wurde. Ferner befinden sich im Chorraum auch noch ein Ambo und ein Kerzenständer, sowie zehn großformatige Bilder von Isabelle Federkeil (Freisen), die über Spenden erworben wurden und eine Verbindung von Gotik und Industriearchitektur zum Thema haben.
Das Innere der Kirche ist in warmen Gelbtönen ausgemalt.

### Orgel

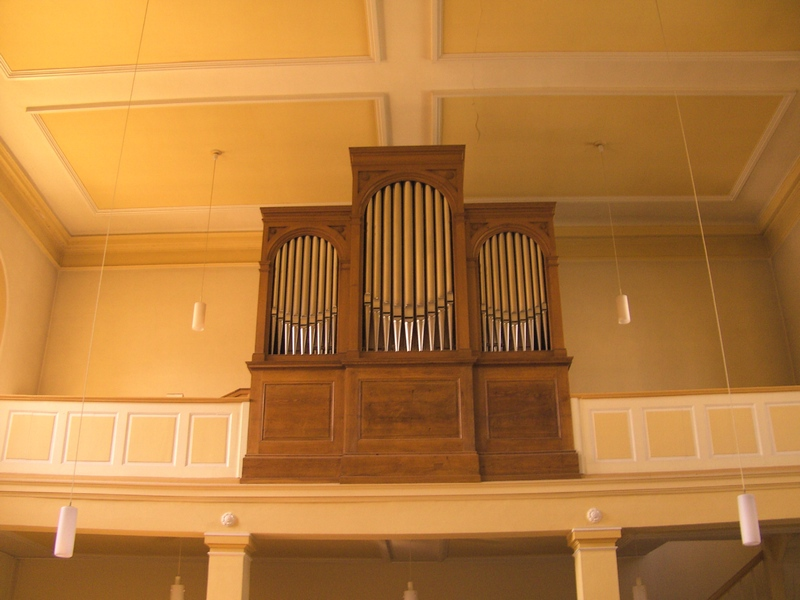
Orgelprospekt

Die Orgel der Kirche wurde 1988 von der Firma Peter Vier Orgelbau (Friesenheim) erbaut, die das Instrument wieder in den ursprünglichen Zustand zurückführten und in die Brüstung der Empore einbauten. Das Schleifladen-Instrument hat 20 Register, verteilt auf zwei Manuale und Pedal. Die Spiel- und Registertrakturen sind mechanisch.
| I Hauptwerk C–f3 |                  |       |
| 1.               | Bourdon (ab Gis) | 16′   |
| 2.               | Principal        | 8′    |
| 3.               | Flauttravers     | 8′    |
| 4.               | Bourdon          | 8′    |
| 5.               | Octave           | 4′    |
| 6.               | Flöte            | 4′    |
| 7.               | Quinte           | 2 ⁄3′ |
| 8.               | Octave           | 2′    |
| 9.               | Mixtur IV        | 1 ⁄3′ |
| 10.              | Trompete         | 8′    |

| II Schwell-Oberwerk C–f3 |                         |    |
| 11.                      | Gedackt                 | 8′ |
| 12.                      | Gamba                   | 8′ |
| 13.                      | Spitzoctave             | 4′ |
| 14.                      | Flageolet               | 2′ |
| 15.                      | Sifflet                 | 1′ |
| 16.                      | Sesquialtera II (ab b0) |    |
| 17.                      | Oboe                    | 8′ |
|                          | Tremulant               |    |

| Pedal C–d1 |          |     |
| 18.        | Subbaß   | 16′ |
| 19.        | Octavbaß | 8′  |
| 20.        | Posaune  | 8′  |

- Koppeln: II/I, I/P, II/P